# Napomyza subeximia
Napomyza subeximia är en tvåvingeart som beskrevs av Spencer 1985. Napomyza subeximia ingår i släktet Napomyza och familjen minerarflugor.
Artens utbredningsområde är Kenya. Inga underarter finns listade i Catalogue of Life.